# Klaus Brökel

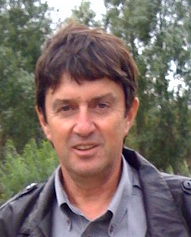
Klaus Brökel

Klaus Brökel (* 1. September 1951 in Magdeburg) ist ein deutscher Ingenieur. Er war Professor für Konstruktionstechnik/CAD an der Universität Rostock.

## Leben
Nach dem Studium des Maschineningenieurwesens an der Universität Rostock mit der Vertiefungsrichtung Schiffstechnik / Mechanik promovierte Klaus Brökel 1980 an der Universität Rostock zum Thema Das schwellend belastete Radiallager unter Berücksichtigung der Verformung und eines Schmierstoff-Gas-Gemisches bei beliebiger Spaltgeometrie. Seine Habilitation im Jahr 1990 erfolgte zum Thema Technische Modellierung von Stirnradgetrieben auf der Basis von Produktmodelldaten ebenfalls an der Universität Rostock.
1993 wurde er Professor für Konstruktionstechnik / CAD an der Fakultät für Ingenieurwissenschaften, heute Fakultät für Maschinenbau und Schiffstechnik, an der Universität Rostock. Klaus Brökel war seit 1992 geschäftsführender Institutsdirektor des Instituts für Konstruktionstechnik und leitete bis 2017 den Lehrstuhl für Konstruktionstechnik/Computer Aided Design.

## Forschungsgebiete
Klaus Brökel forschte in den Bereichen Maschinenbau, Energietechnik, Fertigungstechnik. Spezielle Schwerpunkte umfassten hydrodynamische und hydrostatische Gleitlager sowie maschinenbauliche Komponenten maritimer Systeme.

## Auszeichnungen
- Berufung zum Ehrenprofessor, Technische Universität Varna (Bulgarien)

## Publikationen (Auswahl)
- Jana Hadler, Klaus Brökel: ProTeachNet – Digitale Medien und verteilte Produktentwicklung in der Lehre. GMW 04 - 9. Europäischer Kongress der Gesellschaft für Medien in der Wissenschaft. In: Medien in der Wissenschaft. Band 29. Waxmann Verlag, Münster / New York / München / Berlin 2004.
- T. Barenthin, K. Brökel: Stevenrohrlager mit beliebiger Nutgeometrie unter hydrodynamischen Aspekten. Teil 2: Schiffbauforschung. 01+02/2005.
- H. Klein, K. Brökel: Digital parametric models and anthropometric informations of human orbitae. In: P. J. Bartolo u. a.: Virtual modeling and rapid manufacturing. Taylor & Francis Group, London 2005.
- K. Brökel, H. Stückrad: Stark verkantete und gekrümmte Propellerwellen bei unkonventioneller Spaltgeometrie und Schmiernutanordnung – Spezielle Aspekte der Simulation hydrodynamischer Stevenrohrlager. VDI-Bericht 1942, 2006.
- K. Brökel u. a.: Pro/ENGINEER – Effektive Produktentwicklung. Pearson Studium Verlag, München 2008.
- Christian Kliewe, Robert Souffrant, Daniel Kluess, Christoph Woernle, Klaus Brökel, Rainer Bader: Analytisches Berechnungsmodell zur Bestimmung des Einflusses konstruktiver und operativer Faktoren auf den Bewegungsumfang von Hüftendoprothesen. Biomedizinische Technik / Biomedical Engineering, Walter de Gruyter, Berlin 2009.
- R. Wegmann, S.-U. Kreja, K. Brökel: Modernes Verfahren zur Simulation stationärer und instationärer Belastungen beim hydrostatischen und hydrodynamischen Betrieb von Radialgleitlagern unter Berücksichtigung von Ölzufuhr und Wellenbiegung. VDI-Tagung Gleit- und Wälzlagerungen, Wiesloch 2009, VDI-Berichte 2069.
- K. Brökel, Universität Rostock; J. Weber, Technische Universität Dresden; W. Hufenbach, Technische Universität Dresden; E.-P. von Bergen; Blohm+Voss Industries, Hamburg: Hydrostatisch-hydrodynamisches Gleitlagerkonzept für die Propellerlagerung in Pod-Antrieben großer Schiffe. VDI-Tagung „Gleit- und Wälzlagerungen“, Schweinfurt 2011. VDI-Berichte 2147.